# Ammit
În mitologia egipteană, Ammit (scris și Ammut sau Ahemait) era o zeiță demonică al cărei trup era alcătuit din trei părți animale: leu, hipopotam și crocodil. Mai este cunoscută și sub numele de Mâncătoarea de inimi sau Devoratoarea morților.
Conform legendelor egiptene, Ammit trăia în Duat (Infernul egiptean). În sala celor două adevăruri, zeul Anubis cântărea inima decedatului împotriva penei lui Maàt, zeița adevărului. Dacă inima nu era egală în greutate cu pana, atunci era considerată impură și sfârșea prin a fi devorată de Ammit, împiedicând decedatul să ajungă la nemurire. Odată ce Ammit a înghițit inima, decedatul murea a doua oară, și dispărea complet. 
Ammit nu a avut niciodată un cult al ei, nefiind venerată. Egiptenii antici se temeau de ea, deoarece din cauza ei puteau să-și piardă șansa la nemurire, dacă nu urmau principiile lui Maàt.

## Nume
Ammit (egipteană veche: ꜥm-mwt) înseamnă literal „devoratorul morților” („devoratoarea morților”) sau „înghițitoarea morților”, unde ꜥm este verbul „a înghiți”, iar mwt înseamnă „morți”, mai precis morții care au fost judecați ca nefăcând parte din akhu, „morții binecuvântați” care respectau principiile adevărului (ma'at).

## Mitologie
| Imagine indisponibilă                                                          |  | Imagine indisponibilă                                                                |
| Cântărirea Inimii, Papirusul lui Ani. Ammit este reprezentată lângă zeul Thot. |  | Ammit pe un papirus din timpul domniei lui Amenhotep al III-lea (c. 1391–1353 î.Hr.) |

Ammit este o creatură reprezentată uneori ca asistând la Judecata Sufletului (Judecata Morților) în fața lui Osiris, capitolul 125 din Cartea Morților. Osiris prezida judecata ca și conducător al Duat, lumea subterană egipteană, în reprezentările din timpul Regatului Nou, iar judecata avea loc în Sala celor Două Adevăruri (sau a celor Două Maat). Anubis, gardianul Balanței, conducea morții spre instrumentul de cântărit, pentru ca inima mortului să poată fi cântărită în raport cu pana lui Maat, zeița adevărului.
Dacă inima era considerată impură, Ammit o devora, iar persoanei supuse judecății nu i se permitea să își continue călătoria spre Osiris și nemurire. Odată ce Ammit înghițea inima, se credea că sufletul devenea neliniștit pentru totdeauna; acest lucru era numit „a muri a doua oară”.
Astfel, Ammit este adesea reprezentată stând în poziție ghemuită lângă cântar, gata să mănânce inima. Cu toate acestea, Cartea Morților servea deopotrivă drept ghid și garanție, astfel încât morții îngropați cu ea reușeau întotdeauna în încercare, lăsându-o pe Ammit mereu flămândă.

## Reprezentare
Ammit/Ammut este desemnată o entitate feminină, reprezentată în mod obișnuit cu capul unui crocodil, picioarele din față și partea superioară a corpului unui leu (sau leopard), iar picioarele din spate și partea inferioară a corpului unui hipopotam. Ca podoabă capilară, Ammit este înfățișată cu o coamă de leu sau cu nemesul tricolor, purtat de faraoni.
Combinația acestor trei prădători mortali (crocodil, leu, hipopotam) sugerează că niciun suflet rău nu poate scăpa de anihilarea lui Ammit. De asemenea, Ammit a fost reprezentată alături de alți zei egipteni cântărind inima unei persoane după ce aceasta a murit, iar aici fiind decis destinul unei persoane.

### Filme și seriale
Saba Mubarak o portretizează pe Ammit în serialul de televiziune Marvel, Moon Knight (2022). În seria de desene animate Mummies Alive!, personajul principal Scarabeu, răufăcătorul principal, Scarab, o invocă din greșeală pe Ammut, iar aceasta rămâne prin preajmă. În serial, ea este un animal de companie asemănător unui câine și de dimensiuni destul de mici, care nu vorbește. În seria lui Rick Riordan, Cronicile familiei Kane, Ammit este portretizată. Aceasta apare și în seria animată Tutenstein.